# 仁義潭水庫
仁義潭水庫位於嘉義縣番路鄉八掌溪上游，屬離槽水庫，總容量達2,782萬立方公尺，集水面積 3.66平方公里，壩頂長度1535公尺，寬度9公尺，有效蓄水量2,506萬立方公尺。年供水量為五千二百萬公噸。 它是嘉義市及嘉義縣民雄地區公共給水及工業用水的主要來源，並具有調節蘭潭水庫貯水量的功能。

## 興建緣起
由於蘭潭水庫容量已不敷需求，因此台灣省政府於1979年度開始編列預算予以興建，該水庫於1987年8月完工正式蓄水，水源以引用八掌溪水，經沈澱池後再導入水庫，所以是離槽式的水庫，其取水口在台3線吳鳳橋下游約50公尺處，設竹山攔河堰，經過1.5公里之引水道導入仁義潭水庫，與蘭潭水庫串聯運用，以供應大嘉義地區的民生用水。

## 相片集

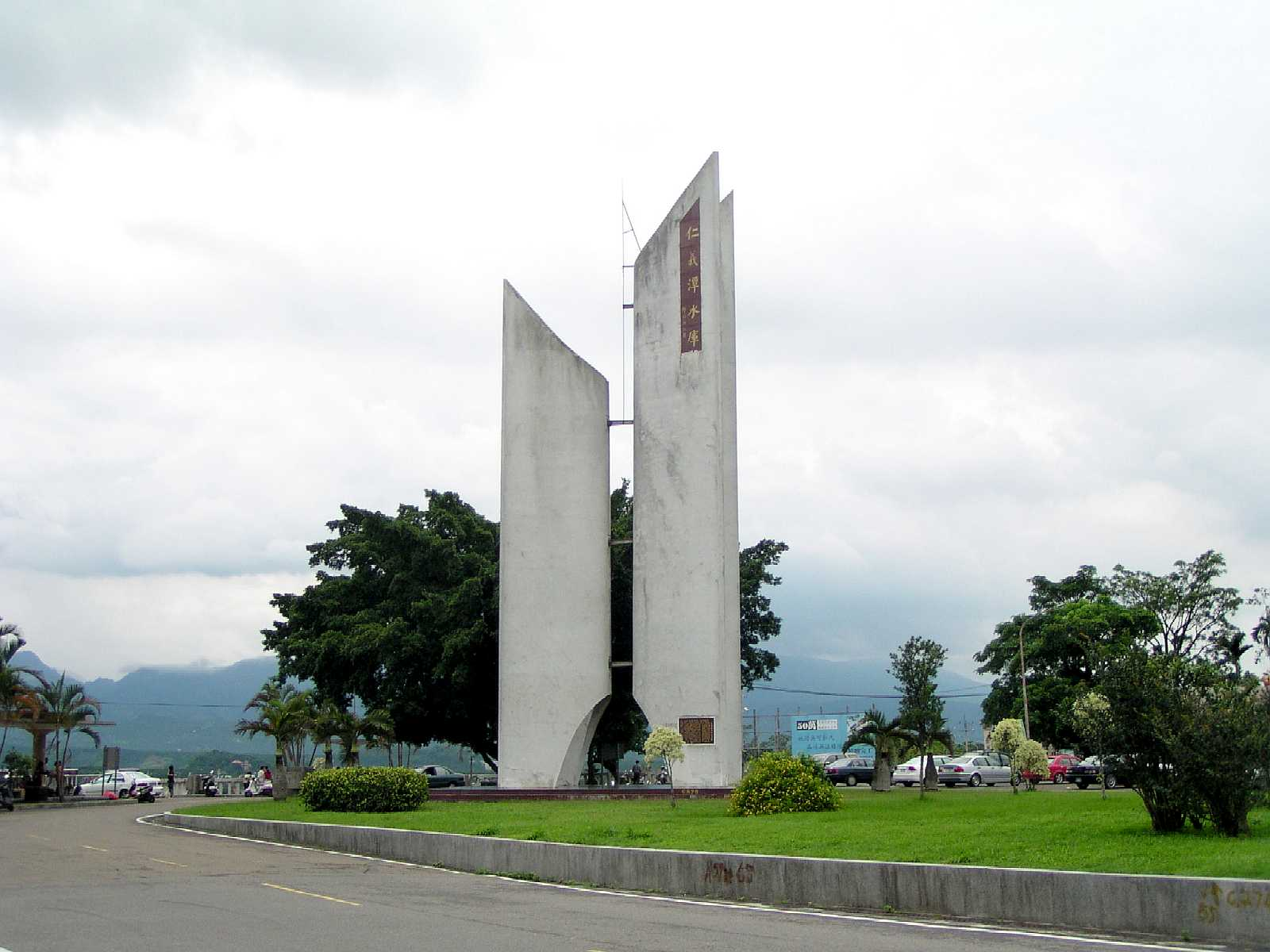
仁義潭水庫
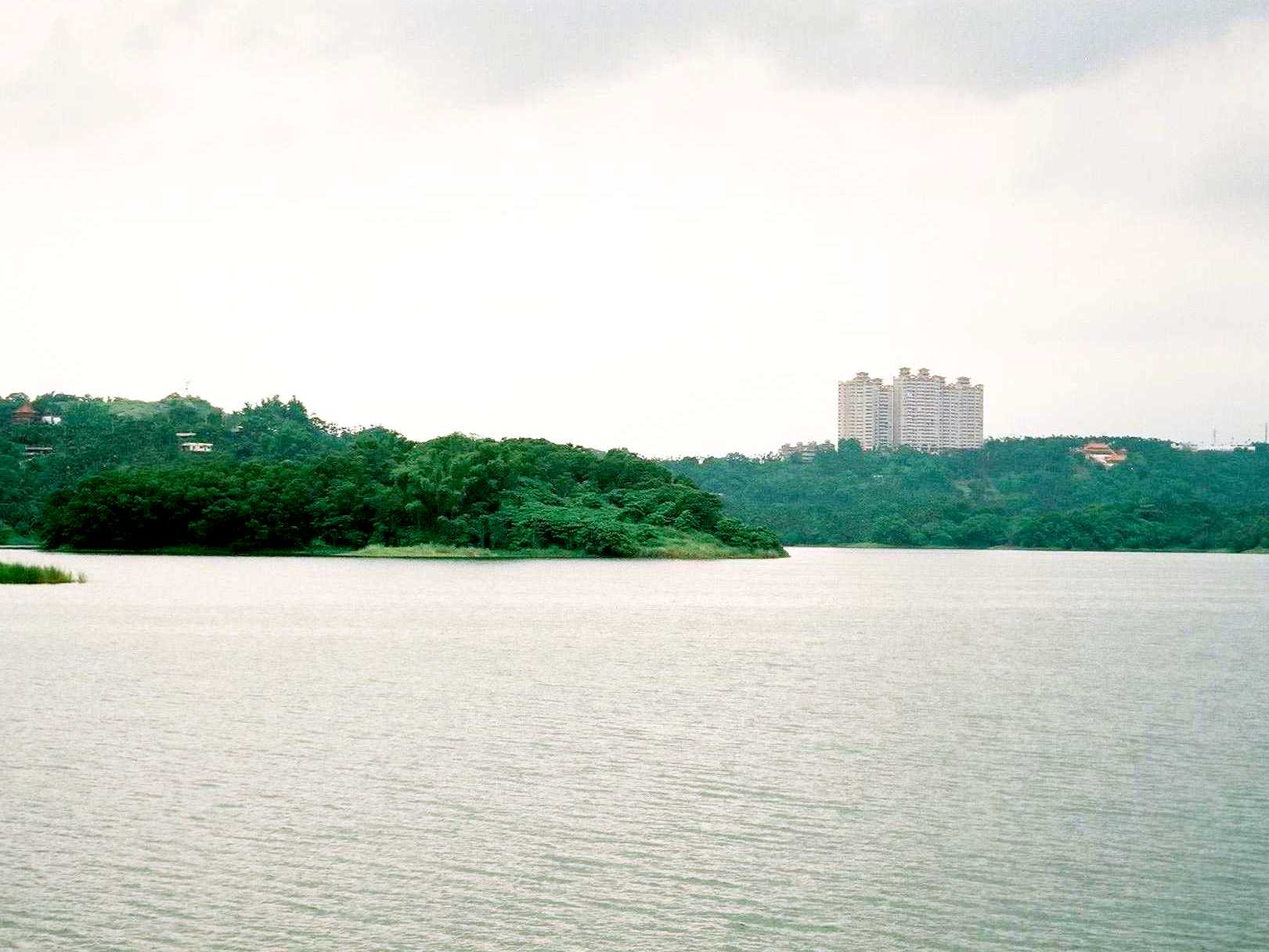
仁義潭水庫
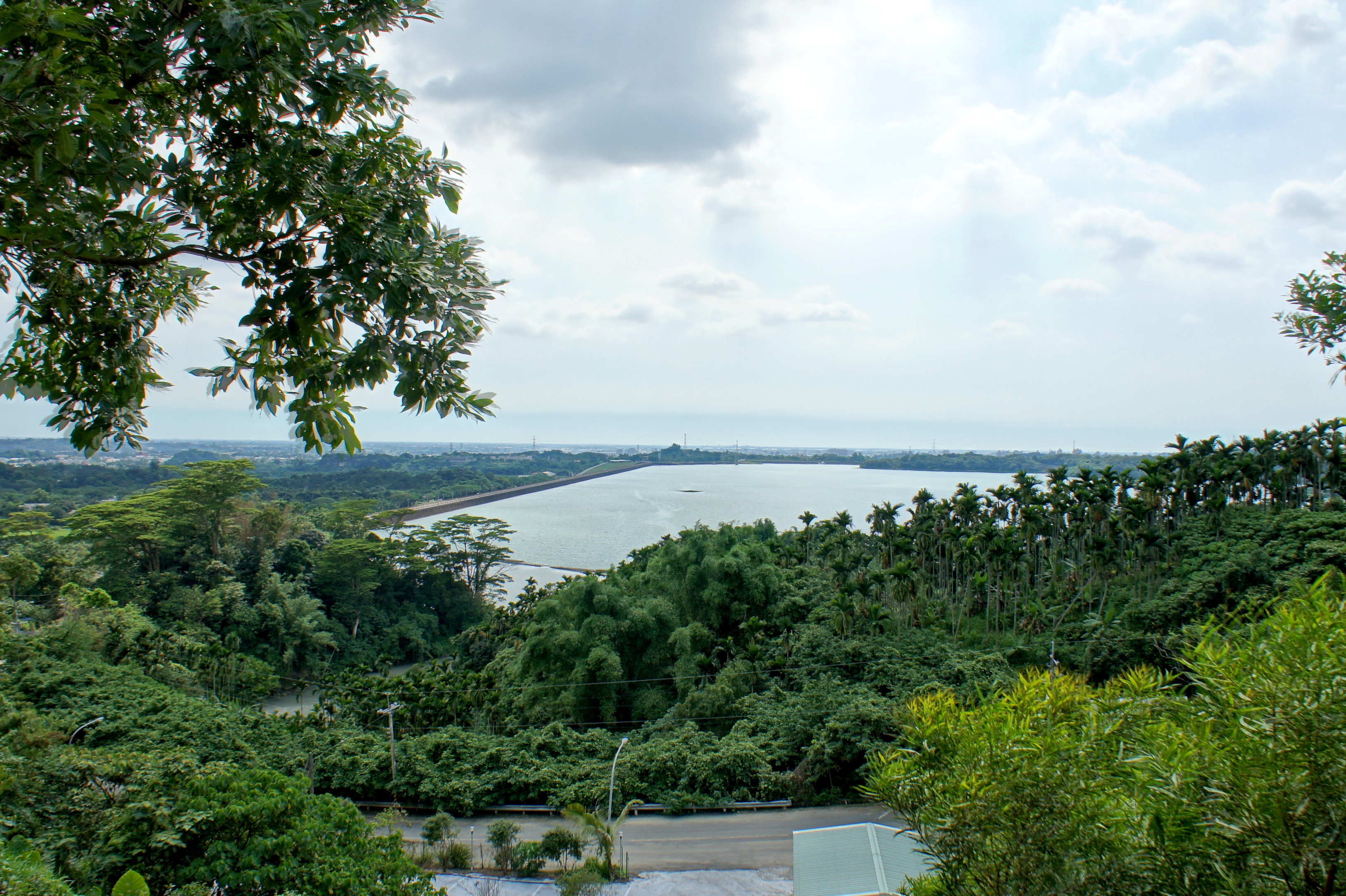
從仁義潭水庫的東面向西眺望
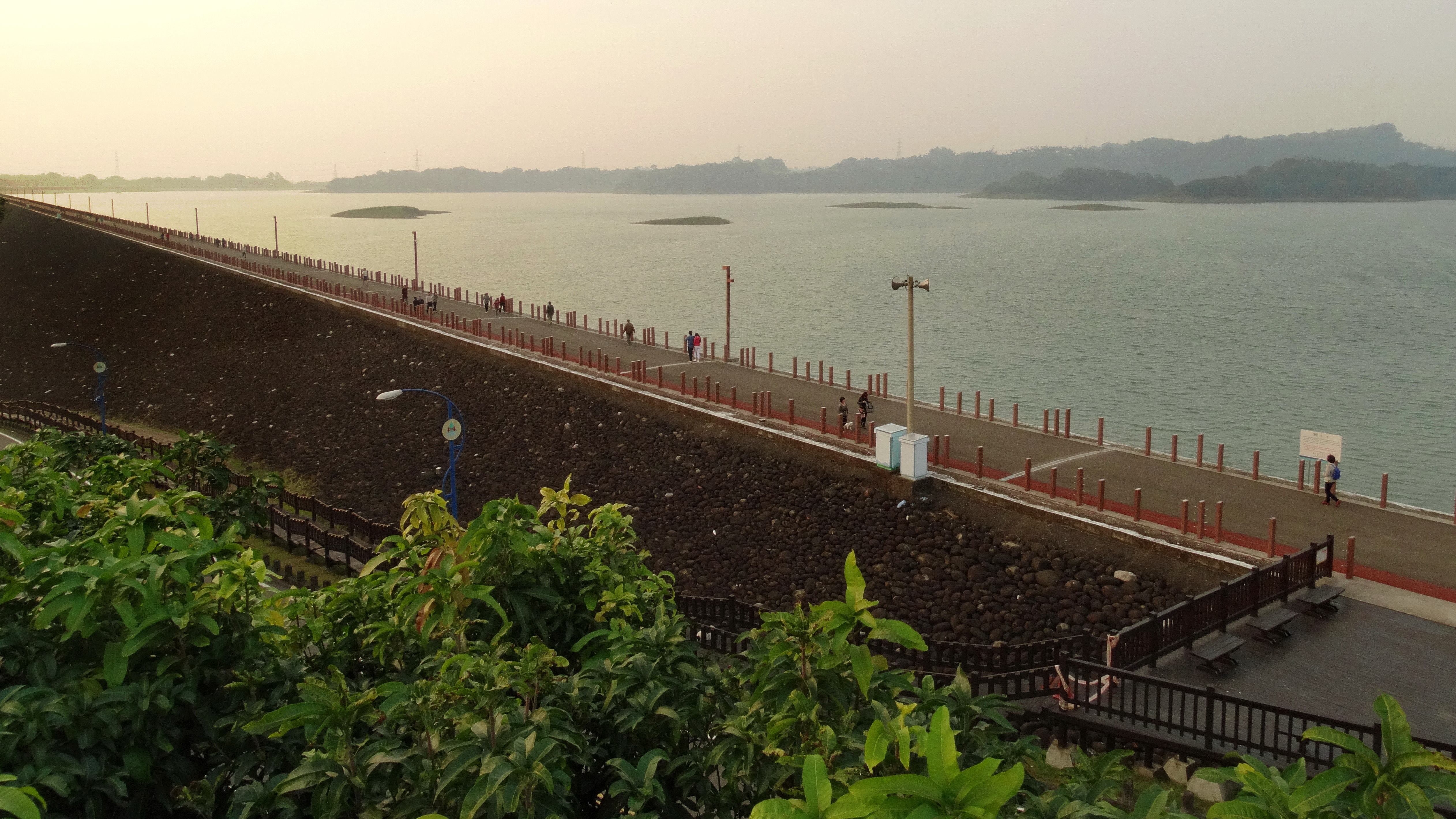
仁義潭水庫水壩的東端

## 公車資訊
| 編號        | 經營業者   | 區間                             | 備註           |
| ----------- | ---------- | -------------------------------- | -------------- |
| 幸福番路1路 | 嘉義縣公車 | 聖馬爾定醫院（大雅院區）－菜公店 | 在仁義潭站下車 |
| 7308        | 嘉義縣公車 | 嘉義－半天岩                     | 在平園站下車   |
| 7311        | 嘉義縣公車 | 嘉義－埔尾                       | 在平園站下車   |
| 7317        | 嘉義縣公車 | 嘉義－大湖(經半天岩)             | 在平園站下車   |
| 7318        | 嘉義縣公車 | 嘉義－大湖(經埔尾)               | 在平園站下車   |

## 鄰近景點
- 嘉義市先天玉虛宮
- 嘉義市南恩禪寺
- 王祖母許太夫人墓(嘉義市定古蹟)

## 腳註
1. ↑  水利五十年紀念專輯，臺灣省政府水利處編，1997年出版。

## 外部連結
- （繁體中文）經濟部水利署-仁義潭水庫 （页面存档备份，存于）
- （繁體中文）玩全台灣--仁義潭簡介
- （繁體中文）旅遊台灣仁義潭水庫 （页面存档备份，存于）
- （繁體中文）台灣水庫即時水情 （页面存档备份，存于）